# Pierre Gringore

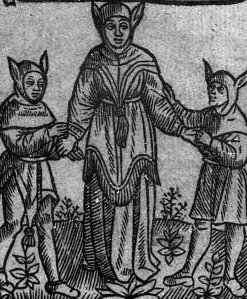
Pierre Gringore ca Mère Sotte

Pierre Gringore sau Pierre Gringoire (1475? - 1538) a fost un scriitor francez.
A fost inițiator al comediei politice în Franța.
A criticat abuzurile claselor politice dominante și ale papei Iulius al II-lea.

## Scrieri
- 1500: Castelul iubirii ("Le chasteau d'amour")
- 1505: Încercări extravagnte ("Folles entreprises")
- 1511: Comedia căpeteniei neghiobilor și a mamei nătărăilor ("Jeu du prince des sots et de la mère sotte")
- 1515: Comedia nouă a cronicarilor ("Sotye nouvelle des croniqueurs")
- Vânătoarea cerbului cerbilor ("La chasse du cerf des cerfs")